# Квірквелія Рафаел Артемович
Рафаел Артемович Квірквелія (6 липня 1904, село Найсоково, тепер Грузія — 1952) — грузинський радянський державний діяч, секретар ЦК КП(б) Грузії. Член ЦК КП(б) Грузії. Депутат Верховної ради Грузинської РСР.

## Життєпис
Закінчив Тифліський зоотехнічний інститут.
Член ВКП(б) з 1929 року.
У 1933—1939 роках — завідувач сільськогосподарського відділу Закавказької спілки споживчих товариств; інструктор Закавказького крайового комітету ВКП(б); завідувач відділу радянської торгівлі ЦК КП(б) Грузії; завідувач сільськогосподарського відділу ЦК КП(б) Грузії.
У 1939—1943 роках — заступник народного комісара внутрішніх справ Грузинської РСР; 1-й заступник народного комісара державного контролю Грузинської РСР; народний комісар державного контролю Грузинської РСР.
21 серпня 1943 — 16 лютого 1946 року — уповноважений Народного комісаріату заготівель СРСР по Грузинській РСР.
16 лютого 1946 — 18 березня 1947 року — міністр землеробства Грузинської РСР.
26 березня 1947 — грудень 1951 року — міністр фінансів Грузинської РСР.
У грудні 1951 — 26 травня 1952 року — секретар ЦК КП(б) Грузії.
28 травня — 8 серпня 1952 року — міністр лісової промисловості Грузинської РСР.
Помер у 1952 році.

## Звання
- майор державної безпеки (19.07.1939)

## Нагороди
- орден Леніна
- орден Вітчизняної війни І ст.
- орден Трудового Червоного Прапора
- орден Червоної Зірки (26.04.1940)
- медалі